# Пальма тукум
Па́льма туку́м, или Авара, или Аварра (лат. Astrocaryum vulgare), — древовидное растение семейства Пальмовые, происходящее из Южной Америки.
Эта пальма вырастает до 15 м в высоту. Листья у неё перистые, длиной до 1,5 м, покрытые шипами. Женские и мужские цветки растут на стволе. Плоды круглые или овальные, длиной 3—6 см, оранжевого или красновато-коричневого цвета. Плод содержит слой мякоти толщиной 5 мм и крупное каменистое семя. Мякоть умеренно-сочная, с запахом и вкусом, напоминающим абрикос, с богатым содержанием бета-каротина. Авара культивируется повсюду в Южной Америке. Её мякоть съедобна. В южноамериканской кухне она часто комбинируется в блюдах с жёлтым рисом.